# Agapetus cocandicus
Agapetus cocandicus là một loài Trichoptera trong họ Glossosomatidae. Chúng phân bố ở miền Cổ bắc.